# Prostitutie in Groningen
Dit artikel gaat over prostitutie in de Nederlandse stad Groningen.

## Raamprostitutie
Raamprostitutie vindt in Groningen plaats op twee locaties, beide binnen de Diepenring gelegen. Klanten komen voor hun seksuele uitjes naar Groningen, uit de Ommelanden, Friesland, Drenthe en Duitsland. Dit maakt de Groningse hoerenbuurten tot centra van regionaal sekstoerisme.

### Nieuwstad
De Nieuwstad in de zuidelijke binnenstad is het grootste prostitutiegebied van Groningen. Op de 300 meter van het prostitutiegedeelte van de straat bevinden zich op de begane grond 95 prostitutieramen in een vrijwel ononderbroken galerij aan beide zijden. De verdiepingen zijn bewoond of bevatten de prostitutiewerkruimtes. De straat telt verder drie cafés.

### A-kwartier
Sinds 1 januari 2016 vindt hier geen prostitutie meer plaats.
In het A-kwartier in de noordwestelijke binnenstad vond prostitutie plaats in één straat die twee keer van naam verandert: Vishoek – Hoekstraat – Muurstraat. Op de totale lengte van 850 meter bevonden zich 51 prostitutieramen in kleine groepjes. Het grootste deel van de straat was bewoond. De straat telt ook drie cafés, twee cafetaria’s, een danslokaal, een kapper en een seksshop.

#### Overlast
Tijdens de inspraakperiode voor Bestemmingsplan Binnenstad 1995, 3 t/m 31 oktober 1996, maakten enkele burgers en een buurtvereniging in hun reactie melding van overlast in relatie tot raamprostitutie in A-kwartier.
Buurtvereniging A-kwartier sprak over “het autoverkeer” wegens prostitutie. H. van de Water sprak over “parkeerdrukte” door prostitutiebezoek. Heren Schenk en anderen spraken over “verkeersproblematiek” en “schreeuwende hoeren en harde muziek”.
In juni 2008, in een gesprek met de gemeenteraad over overlast in woonwijken en de (niet) optredende politie, stelde Buurtvereniging A-kwartier: “Er wordt onder meer in de Visserstraat massaal foutgeparkeerd. Vooral ’s nachts gaat dat met veel lawaai. De politie doet er niets aan. Die mogen daar geloof ik van zaterdagnacht tot maandagmorgen geen bekeuringen uitdelen”.

### Geschiedenis (raam)prostitutie Groningen
Zie voor geschiedenis tot 1813: Geschiedenis van de prostitutie in Nederland 

#### 1813 – 1911: gereglementeerde bordelen
Vermoedelijk kent Groningen van oudsher prostituees en soms ook ‘bordelen’. Tussen 1813 en 1822 geldt in de stad, naar Frans voorbeeld, een ‘reglement op de publieke meisjes en de huizen van debaûche’ dat onder andere tot doel heeft de prostituees medisch te laten controleren. In 1861 vaardigt de gemeente, op aandringen van de landelijke overheid, opnieuw een ‘Reglement op het toezigt over de publieke vrouwen en bordeelen’ uit. De bordelen liggen in de 19e eeuw rond het Zuiderdiep.

#### 1911 – 1980: willekeurig gedoogbeleid
Toen in 1911 het landelijk bordeelverbod was ingevoerd verdwenen de openlijke bordelen. Wel bestonden er vervolgens raam- en straatprostitutie, die soms ook werden getolereerd door de autoriteiten.
Als de politie of het gemeentebestuur de (raam)prostitutie uit bepaalde straten verwijderd wilde zien gebruikte men, bijvoorbeeld rond 1945-'50, daarvoor het bordeelverbod in WvS artikel 250bis, hetgeen echter veel werk kostte omdat de bewijsvoering moeilijk was.
Het Groningse politiereglement bevatte tussen 1863 en 1960 geen eigen artikelen die verwezen naar prostitutie.
Misschien was de omslachtigheid van het landelijke bordeelverbod WvS 250bis een van de redenen waarom Groningen in 1960 drie artikelen aan de politieverordening toevoegde.
In 1960 schrijven Burgemeester en wethouders in de toelichting bij de vernieuwde Algemene Politie-verordening (APV) dat hoofdstuk VI “de nodige bepalingen ter bestrijding van de onzedelijkheid” bevat.
Drie artikelen in deze APV gaan inderdaad verder dan de landelijke prostitutiewetgeving van dat moment, en zijn vooral ook praktischer in het gebruik. Artikel 99 maakt het mogelijk om op te treden tegen tippelprostitutie; artikel 100 maakt het mogelijk raamprostitutie eenvoudig te verbieden; artikel 101 verbiedt in een perceel aan anderen gelegenheid te geven tot “ontucht”.
Ondanks al deze politievoorschriften was zowel voor als na 1960 de praktijk, dat leegkomende winkelpandjes soms door een prostituee werden gehuurd of gekocht, dat onbewoonbaar verklaarde woningen in gebruik werden genomen voor prostitutie, en dat officiële huurders van woningen soms overgingen tot prostitutie, en dat gemeente en politie hiertegen weinig optraden.
In 1973 waren er zo’n 94 prostitutiepanden in de binnenstad: 32 in de Nieuwstad, 38 verspreid over tien andere straten in Binnenstad-zuid, en 24 verspreid over elf straten in A-kwartier (Binnenstad-noordwest).
In 1974 spraken burgemeester, hoofdcommissaris van politie en hoofdofficier van justitie met elkaar af, niet op te treden tegen de bestaande prostitutie-inrichtingen, maar dat wel “voorkomen zou worden, dat zich (…) nieuwe dergelijke inrichtingen zouden vestigen”.

#### 1981 – 1999: terugdringen gedoogde prostitutie
Op 27 oktober 1981 nemen B en W een notitie aan betreffende ‘prostitutiebeleid binnenstad-zuid’.
Daarin stellen zij: “Een op grote schaal terugdringen van het aantal raamprostitutiepanden achten wij (…) ongewenst”, en: “De stadsvernieuwingsactiviteiten in Binnenstad-Zuid vragen een snelle (…) verplaatsing (…) van [prostitutie-]bedrijven” in slooprijpe panden en in bepaalde panden direct naast of tegenover voorgenomen vervangende nieuwbouw; dit laatste omdat de daar voorgestelde “[versterkte] woonfunctie in verband met overlast niet goed verenigbaar is met raamprostitutie”. Verderop in de notitie is zonder nadere toelichting sprake van een “verplaatsings- c.q. opheffingsprogramma” voor die bedoelde prostitutiepanden.
De gemeenteraadscommissie voor Algemene en Bestuurlijke Zaken (ABZ) bespreekt op 27 januari 1982 de notitie en heeft geen moeite met het voorgestelde plan; de PvdA waardeert het zelfs als “mild gemeentelijk beleid”.
Er zijn echter daarna geen tekenen die wijzen op enig daadwerkelijk gemeentelijk verplaatsingsprogramma van prostituees; vermoedelijk heeft de gemeente wel zo'n 20 à 24 prostitutiepanden voor weinig geld onteigend en daarna gesloopt, de betreffende prostituees aan hun lot overlatend.
Op 19 april 1983 besluiten B en W in een nieuwe nota raamprostitutie alleen nog te “gedogen” in vrij nauwkeurig aangeduide panden in Nieuwstad, Vishoek, Hoekstraat en Muurstraat, en dat alle overige raamprostitutiepanden “vóór 1 september 1983 gesloten dienen te zijn”. De raadscommissie ABZ ontvangt deze nota in juni ’83, maar lijkt hem niet ter vergadering te hebben besproken.
Per 1 september 1983 begint de politie daadwerkelijk met prostituees buiten de getolereerde gebieden te bekeuren, en panden te sluiten door het sluitingsbevel op de deuren aan te plakken.
De APV wordt echter niet in overeenstemming gebracht met alle gedoogbesluiten uit 1974, ’81 en ’83.
Per oktober 1994 wordt, in de nieuwe APV, de strafbaarheid van ”(...) binnenshuis (…) de aandacht der voorbijgangers tot zich te trekken” (zie artikel 100 uit 1960) geschrapt, en het bordeelverbod uit het oude artikel 101 moderner geformuleerd, nu in artikel 95: het is verboden in “een inrichting (…) aan anderen de gelegenheid te geven prostitutie te plegen”. Maar ook nu wordt in de APV het sinds ’83 feitelijk bestaande gedoogbeleid voor prostitutiebedrijven genegeerd; het gemeentebestuur laat de twee juridische werkelijkheden dus naast elkaar voortbestaan.
In juni 1997 besluit de gemeenteraad dat “het prostitutiebeleid erop is gericht de prostitutiefunctie zo veel mogelijk (…) uit de Muurstraat te laten verdwijnen”. Duidelijke argumenten daarvoor worden niet vermeld, behalve een zinspelen op verkeersoverlast.

#### 2000: vergunningstelsel
In juli 1997 dient de minister van justitie een wetsvoorstel in ter afschaffing van het algemene bordeelverbod (zie Prostitutie in Nederland 20e eeuw, afschaffing bordeelverbod). Uiteindelijk zal dat voorstel worden aangenomen en in werking treden op 1 oktober 2000. In afwachting daarvan overweegt het Groninger gemeentebestuur, of zo’n wetswijziging moet leiden tot wijzigingen in het gemeentelijke prostitutiebeleid.
In een uitgebreide brief daarover aan de gemeenteraad in januari 1999 is de toonzetting: prostitutie is een overlastgevende criminele pest waar wij, fatsoenlijker mensen, maatregelen tegen moeten verzinnen. Het college van B en W stelt in de brief een vergunningenstelsel voor prostitutiebedrijven voor. Zonder concretere argumentatie dan: “hinder en overlast dienen te worden voorkomen”, wordt voorgesteld de bestaande situatie in grote lijnen te handhaven. Raamprostitutie is en blijft toegestaan – nu echter zonder de wetten en verordeningen die het tegendeel beweerden – in exact aangewezen panden in Nieuwstad en in Vishoek-Hoekstraat-Muurstraat, en blijft verboden daarbuiten.
Het nieuwe artikel 95a van de APV luidt per 1 oktober 2000: "Het is verboden een prostitutie-inrichting of een escortbedrijf te exploiteren (…) zonder vergunning van de burgemeester".
De opsomming van de 36 panden in de Nieuwstad en 22 panden in het A-kwartier, met de daar toegestane aantallen ramen, waar raamprostitutie is toegestaan, is vanaf 1 oktober 2000 openbaar.
Aan de vergunningen zijn inrichtings- en organisatorische eisen verbonden voor de te verhuren werkruimtes-annex-legale-arbeidsplaatsen.
Na kleine wijzigingen telt sinds 2005 de Nieuwstad 40 prostitutiepanden met in totaal 95 ramen, en het A-kwartier 22 panden met 51 ramen.
Sinds invoering van de APVG 2009 is het artikel betreffende de prostitutievergunningen genummerd als artikel 3:4.

#### Bestrijding prostitutie A-kwartier, 2007
In 2007 probeert burgemeester Wallage prostitutie in vijf panden in de Hoekstraat in A-kwartier te beëindigen via een Bibob-procedure. De voorzieningenrechter en de Raad van State in februari 2008 keuren deze handelwijze van de gemeente af.
Kort daarna deelt burgemeester Wallage mee dat hij de raamprostitutie wil “concentreren” in de Nieuwstad, om zo “de overlast” van de prostitutie in A-kwartier te verminderen.
Op 8 april 2009 bericht het Dagblad van het Noorden op de voorpagina dat een “strikt vertrouwelijk” rapport van Intraval concludeert dat “concentreren” van de stad-Groninger prostitutie in de Nieuwstad “haalbaar en wenselijk” is. Ditzelfde rapport, enige tijd later goedgekeurd door het gemeentebestuur en openbaar gemaakt, suggereert dat in de prostitutie in A-kwartier heel veel mis is, maar geeft daarvan geen enkel feit.

#### Verbod prostitutie A-kwartier, 2009
Op 24 juni 2009 schrijft burgemeester Wallage aan de gemeenteraad, per 2016 geen vergunningen meer voor raamprostitutie in het A-kwartier te willen verlenen of verlengen. Redenen noemt hij niet.
In een raadscommissievergadering ‘Financiën en Veiligheid’ in oktober 2009 blijken drie partijen, samen negen zetels, voorstander van deze sluiting van prostitutiebuurt A-kwartier, om verschillende redenen. De Stadspartij wil “minder [prostitutie-]ramen” want “de economische basis van prostitutie is zwak”. D66 is voor sluiting van deze prostitutiebuurt want vermoedt “verband tussen prostitutie en overlast”. VVD is niet tegen deze sluiting want “ziet perspectief van een levendig A-kwartier”.
Vijf partijen, SP, GroenLinks, CDA, ChristenUnie en Student en Stad, samen achttien zetels, steunen een door hen verondersteld, maar niet bestaand, collegevoorstel om de prostitutie van A-kwartier te “verplaatsen” naar Nieuwstad.
PvdA (12 zetels) is tegen sluiting van deze prostitutiebuurt, want ziet daarvoor geen redenen.
Ook de nieuwe burgemeester Rehwinkel spreekt alsof in de brief van juni 2009 een “verplaatsing” van de prostitutie van A-kwartier naar Nieuwstad zou zijn voorgesteld.
Hiermee blijkt de politieke behandeling te zijn voltooid: het collegevoorstel van juni ’09 komt niet meer in behandeling in de gemeenteraad. In december 2009 deelt de burgemeester per brief aan de prostitutie-exploitanten in A-kwartier mee, dat de gemeenteraad heeft ingestemd met het voornemen om per 2016 geen prostitutie meer in A-kwartier toe te staan.

## Tippelprostitutie

### Tippelzone
In industriegebied Zuidoost, op een voormalig parkeerterrein naast de Bornholmstraat, zo’n 3½ kilometer vanaf de Grote Markt in het stadscentrum, lag sinds 1998 de Groninger tippelzone.
De zone, honderd meter lang, was met schuttingen enigszins afgeschermd van de openbare weg, van dichtbij wel herkenbaar maar van een afstandje nauwelijks te zien.
Op de zone stonden drie grote dug-outs voor de prostituees, om in te zitten of te schuilen.
Bij redelijk weer waren er op een avond wel zo’n 10 à 20 vrouwen op de zone.
In 2008 bezochten 135 verschillende vrouwen de huiskamer (zie onder) op de zone.
Van de op de zone werkende vrouwen was ongeveer 80% verslaafd aan harddrugs.
Geheel uit het zicht achter de zone, niet toegankelijk voor mannen alleen, lagen dertien zogenaamde ‘afwerkplaatsen’.
De tippelzone aan de Bornholmstraat is sinds 31 maart 2019 opgeheven.

### Huiskamer
Naast de zone stond een gebouw met de zogenaamde ‘huiskamer’ van het straatprostitutieproject van Leger des Heils W&G Noord. Daarin was sanitair voor de prostituees, hulpaanbod van arts, verpleegkundige, maatschappelijk werk en verslavingszorg, koffie en maaltijden, condooms, spuitomruil, sociaal contact.
Sinds 2007 was in dat gebouw ook een gebruiksruimte voor harddruggebruik.
De Huiskamer is sindsdien te vinden aan de Schoolholm, in de binnenstad van Groningen.

### Evaluatie
In een evaluatie in 1999 geven enkele tippelaarsters aan, ook buiten de zone te tippelen, omdat er op de zone te veel vrouwen voor te weinig mannen zijn.
Prostitutiedeskundige Marieke van Doorninck is in 2003 van mening dat deze tippelzone, in tegenstelling tot die in bijvoorbeeld Den Haag en Amsterdam, goed beheersbaar blijft mede doordat Groningen altijd migranten-prostituees zonder werkvergunning heeft geweerd.
Begin 2009 laat het college van B en W weten dat de tippelzone goed functioneert voor het beperken van overlast voor burgers, en voor medische zorg en hulpverlening aan de straatprostituees.

### Geschiedenis tippelprostitutie Groningen

#### 1900 – 1982
Straatprostitutie is vermoedelijk even oud als (bordeel)prostitutie. De oudste nu bekende vermeldingen in Groningen dateren rond 1911.
Pas vanaf 1960 is in de Algemene Politieverordening een artikel (art. 99) van kracht tegen tippelprostitutie, luidende: het is verboden om op door de burgemeester aangewezen wegen, op aangegeven uren, “zich heen en weer te bewegen of zich enige tijd achtereen op dezelfde plaats op te houden, nadat men van een ambtenaar van politie in het belang van de openbare zedelijkheid de last heeft gekregen zich van die weg te verwijderen”.
Per februari 1961 worden al enkele straten in het centrum aangewezen waar dit tippelverbod geldt. Per september 1962 wordt dit uitgebreid tot het gehele gebied binnen de Diepenring, en tevens de straten rond het Hoofdstation.

#### 1983 – 1987, toename tippelprostitutie
Uit brieven van de hoofdcommissaris van politie aan de burgemeester in 1983 en 1985, en een brief van B en W aan de gemeenteraad in 1986, ontstaat de indruk dat in 1983 en ’84 de straatprostitutie toenam.
Verder stelt de politie in die brief uit 1983, dat de “(straat)prostituees en schandknapen” veelal verslaafd zijn; en dat, mede door “intensief toezicht op deze overtreding” in de binnenstad, het tippelen zich deels heeft verplaatst naar de omgeving Noorderplantsoen.
Daarop breiden B en W direct het tippelverbod uit tot omgeving Noorderplantsoen.
In de brief van begin 1985 schrijft de politie aan de burgemeester: je kunt deze prostituees 16 of 18 of 22 keer verbaliseren, of een week celstraf geven, maar ze gaan tóch door met tippelen. Ze zijn, schrijft de politie, allen “ernstig verslaafd aan heroïne”.
Daarop doet de PSP-gemeenteraadsfractie in januari 1985 een voorstel: laten we er maar van uitgaan “dat (straat)prostitutie voorlopig zal blijven bestaan”, en laten we tippelen toestaan op Zuiderdiep, Zuiderkuipen, Reitemakersreige, Museumplein, Kleine der Aa en Hoge der Aa.
Dit leidt tot bezwaarschriften bij de gemeente. De bezwaren zijn: straatprostitutie is irritant omdat vrouwelijke bewoners en bezoek “worden lastiggevallen door hoerenlopers”; en de tot diep in de nacht rondjesrijdende automobilisten veroorzaken lawaai en overlast.
Burgemeester Staatsen concludeert dan al in september 1985 dat een tippelzone in de binnenstad onmogelijk is wegens “overlast”, en ook buiten het centrum niet mogelijk is. Het PSP-plan sneuvelt in de gemeenteraadsvergadering van januari 1987.

#### 1991 – 1998, drie plannen
Het tippelen in de binnenstad hield aan, de klachten erover van burgers hielden aan, en vermoedelijk hield ook het ‘opjagen’ van de prostituees door de politie aan.
In 1991 doet de PvdA-raadsfractie een voorstel voor een tippelzone aan de Sontweg; in 1992 stellen B en W een tippelzone aan de Bloemsingel voor; beide plannen blijken ergens gestrand te zijn.
In 1995 telt Groningen volgens het Straatprostitutie-project (SPP) ongeveer 175 tippelaarsters. De raadsfracties van PvdA, GroenLinks, VVD en Student en Stad stellen in september 1995 voor, “een tippelzone met een huiskamerproject en afwerkplekken” in te richten aan de Bornholmstraat op een industrieterrein en daarna het tippelverbod in de binnenstad streng te handhaven. Na bezwaren van de bedrijven in dat industriegebied verschuiven de initiatiefnemers hun voorgestelde tippelzone van de openbare weg naar een parkeerplaats terzijde van die weg.
In de raadsvergadering op 21 februari 1996 wordt dit plan aanvaard, met steun van de vier initiatiefpartijen plus het CDA, samen goed voor 27 van de 39 raadszetels. Doordat ondernemers in het bedrijvengebied procedeerden tegen dit besluit tot bij de Hoge Raad kon de zone pas in 1998 geopend worden.

## Massagesalons
Buiten de ‘Diepenring’ (= het oude centrum) bevinden zich drie erotische massagesalons. In november 2006 besluiten B en w dat buiten de twee hoerenbuurten – Nieuwstad en A-kwartier – maximaal drie massagesalon-prostitutie-inrichtingen vergunning kunnen krijgen.
Amsterdam (De Wallen) · 
Achterdam (Alkmaar) · 
Bokkingshang (Deventer) · 
Eindhoven · 
Groningen · 
Den Haag · 
Haarlem · 
Leeuwarden · 
Nijmegen · 
Utrecht · 
tot 2006: Spijkerkwartier (Arnhem)